# Geometridae
Famille
Sous-familles de rang inférieur
- voir paragraphe #Liste des sous-familles

Genres de rang inférieur
- Geometra Linnaeus, 1758, genre type
- voir paragraphe #Liste des genres

Les Geometridae sont une famille très diverse d'insectes de l'ordre des Lépidoptères (papillons), comprenant environ 23 000 espèces.

## Noms vernaculaires
Le nom de Geometridae est parfois francisé en « Géométridés », et les membres de cette famille dans leur ensemble sont souvent appelés « géomètres »  ou « phalènes », mots qui interviennent explicitement dans les noms vernaculaires de plusieurs de ces espèces.
Leurs chenilles sont souvent appelées « arpenteuses ».

## Morphologie et comportement

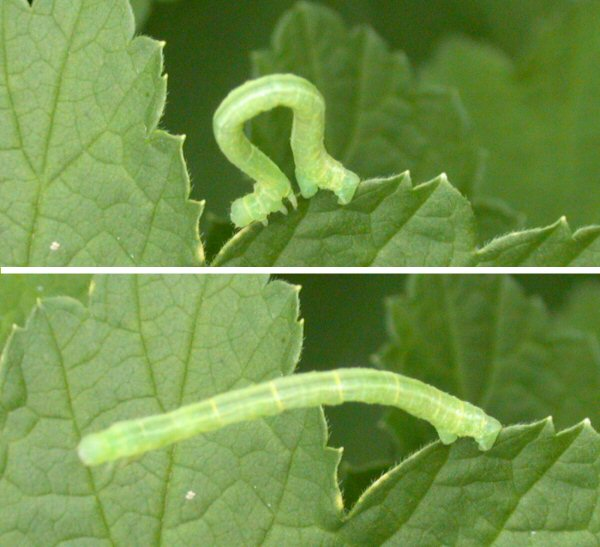
Déplacements d'une chenille arpenteuse

Les imagos des Geometridae sont des papillons aux mœurs le plus souvent nocturnes ou crépusculaires, mais certaines espèces sont également actives de jour.
Ce sont des papillons de taille généralement petite à moyenne, avec une grande diversité d'ornementation selon les espèces. En position de repos, beaucoup tiennent leurs quatre ailes étalées à plat, mais ils peuvent aussi tenir leurs ailes jointes verticalement derrière leur dos, à la manière des rhopalocères.
Leurs chenilles ont trois paires de vraies pattes thoraciques, comme toutes les chenilles, mais  seulement deux paires de fausses pattes, située à l'extrémité de leur abdomen. Cette morphologie est liée à leur mode de déplacement particulier, dans lequel l'avant et l'arrière du corps agrippent le support à tour de rôle (voir photographie ci-après). De telles chenilles sont qualifiées d'« arpenteuses ».

## Classification
La famille des Geometridae a été décrite par le zoologiste britannique William Elford Leach en 1815. Le genre type pour la famille est Geometra.
Famille la plus diversifiée de la super-famille des Geometroidea, elle comporte environ 2 000 genres et 23 000 espèces.

## Liste des sous-familles et genres

### Liste des sous-familles
Selon ITIS (7 septembre 2017) les sous-familles suivantes sont reconnues :
- Archiearinae Fletcher, 1953 ;
- Desmobathrinae Meyrick, 1886 ;
- Ennominae Duponchel, 1845 ;
- Geometrinae Stephens, 1829 ;
- Larentiinae Duponchel, 1845 ;
- Oenochrominae Guenée in Boisduval & Guenée, 1858 ;
- Sterrhinae Meyrick, 1892.

Selon NCBI (7 septembre 2017) il existe également les sous-familles suivantes :
- Alsophilinae ;
- Orthostixinae.

La phylogénie des Geometridae selon Abraham et al. (2001) se base exclusivement sur des données moléculaires
|  | Geometrinae |
|  |             |
|  | Ennominae   |
|  |             |

|  | Ennominae    |
|  |              |
|  | Alsophilinae |
|  |              |

|  | Geometrinae |
|  |             |
|  | Ennominae   |
|  |             |

|  | Ennominae    |
|  |              |
|  | Alsophilinae |
|  |              |

|  | Geometrinae |
|  |             |
|  | Ennominae   |
|  |             |

|  | Ennominae    |
|  |              |
|  | Alsophilinae |
|  |              |

|  | Geometrinae |
|  |             |
|  | Ennominae   |
|  |             |

|  | Ennominae    |
|  |              |
|  | Alsophilinae |
|  |              |

|  | Geometrinae |
|  |             |
|  | Ennominae   |
|  |             |

|  | Ennominae    |
|  |              |
|  | Alsophilinae |
|  |              |

|  | Geometrinae |
|  |             |
|  | Ennominae   |
|  |             |

|  | Ennominae    |
|  |              |
|  | Alsophilinae |
|  |              |

|  | Geometrinae |
|  |             |
|  | Ennominae   |
|  |             |

|  | Ennominae    |
|  |              |
|  | Alsophilinae |
|  |              |

|  | Geometrinae |
|  |             |
|  | Ennominae   |
|  |             |

|  | Ennominae    |
|  |              |
|  | Alsophilinae |
|  |              |

|  | Geometrinae |
|  |             |
|  | Ennominae   |
|  |             |

|  | Ennominae    |
|  |              |
|  | Alsophilinae |
|  |              |

|  | Geometrinae |
|  |             |
|  | Ennominae   |
|  |             |

|  | Ennominae    |
|  |              |
|  | Alsophilinae |
|  |              |

|  | Geometrinae |
|  |             |
|  | Ennominae   |
|  |             |

|  | Ennominae    |
|  |              |
|  | Alsophilinae |
|  |              |

|  | Geometrinae |
|  |             |
|  | Ennominae   |
|  |             |

|  | Ennominae    |
|  |              |
|  | Alsophilinae |
|  |              |

|  | Geometrinae |
|  |             |
|  | Ennominae   |
|  |             |

|  | Ennominae    |
|  |              |
|  | Alsophilinae |
|  |              |

|  | Geometrinae |
|  |             |
|  | Ennominae   |
|  |             |

|  | Ennominae    |
|  |              |
|  | Alsophilinae |
|  |              |

|  | Geometrinae |
|  |             |
|  | Ennominae   |
|  |             |

|  | Ennominae    |
|  |              |
|  | Alsophilinae |
|  |              |

|  | Geometrinae |
|  |             |
|  | Ennominae   |
|  |             |

|  | Ennominae    |
|  |              |
|  | Alsophilinae |
|  |              |

Imagos de quelques espèces européennes de Geometridae
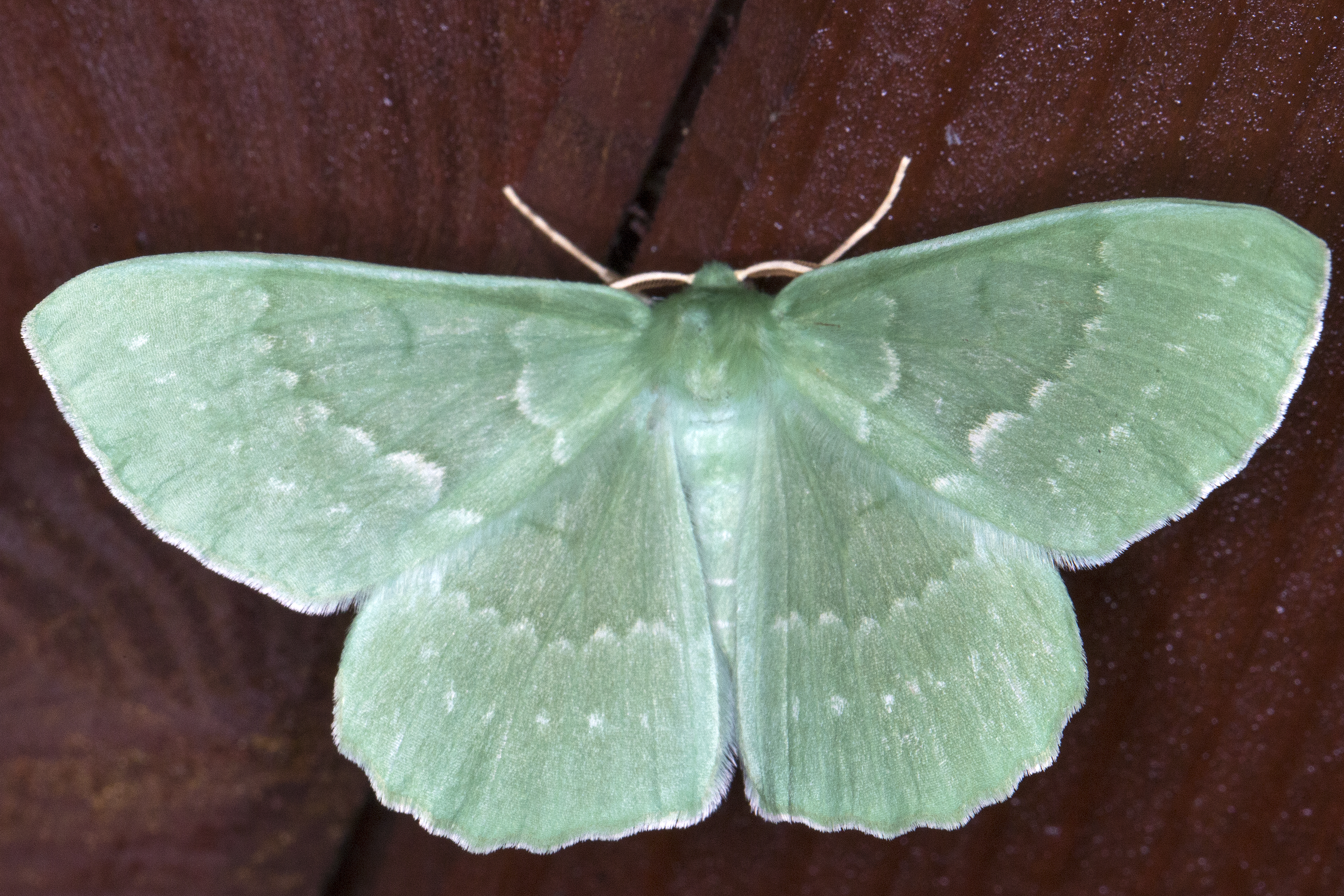
Geometra papilionaria
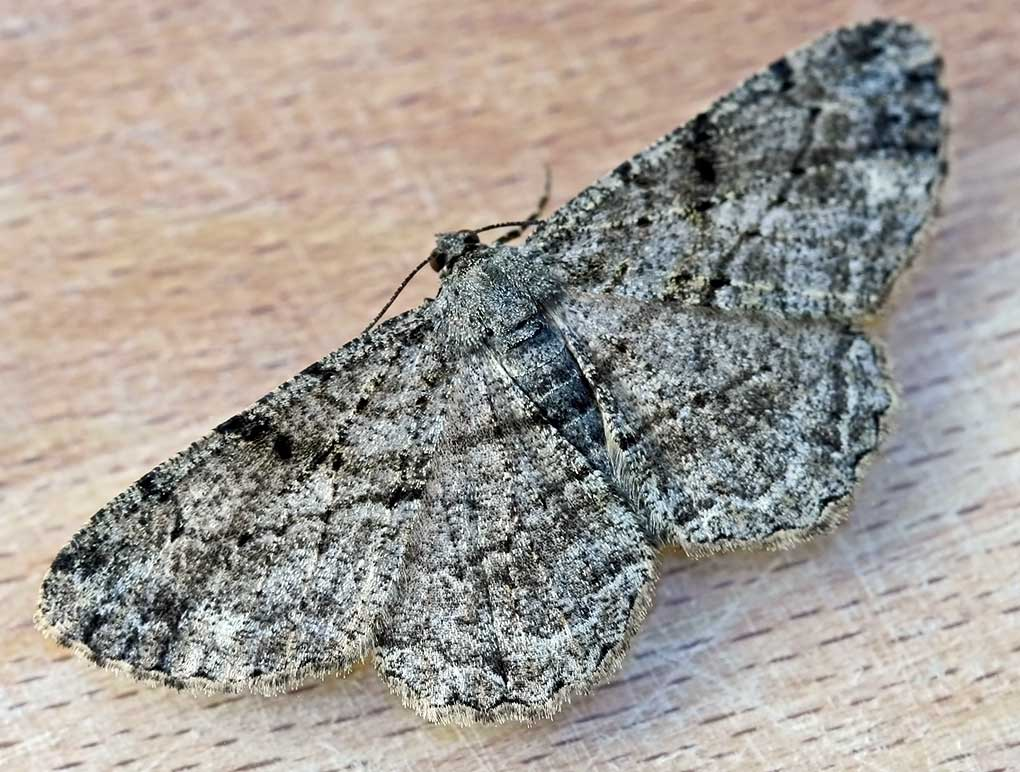
Peribatodes rhomboidaria
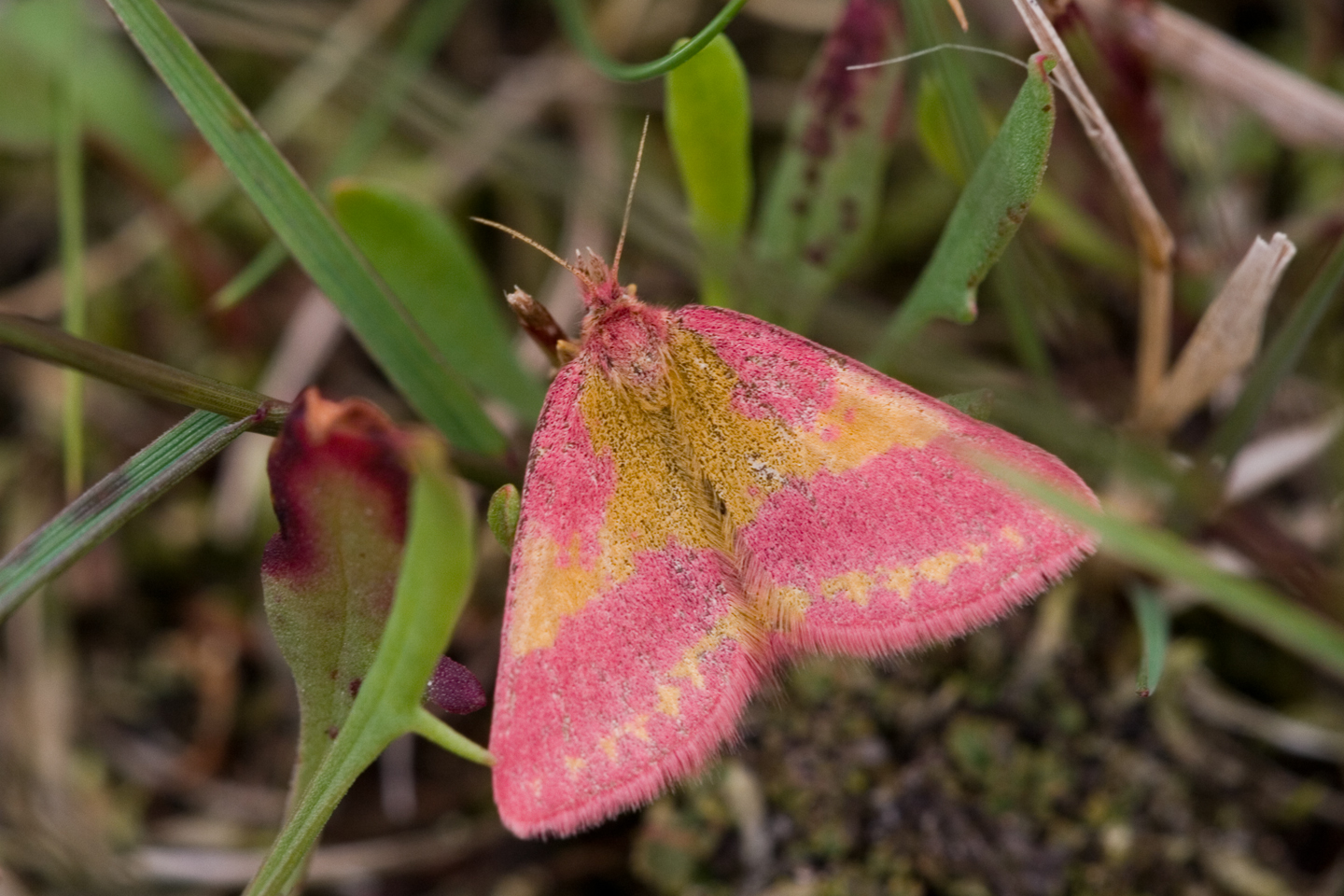
Lythria cruentaria
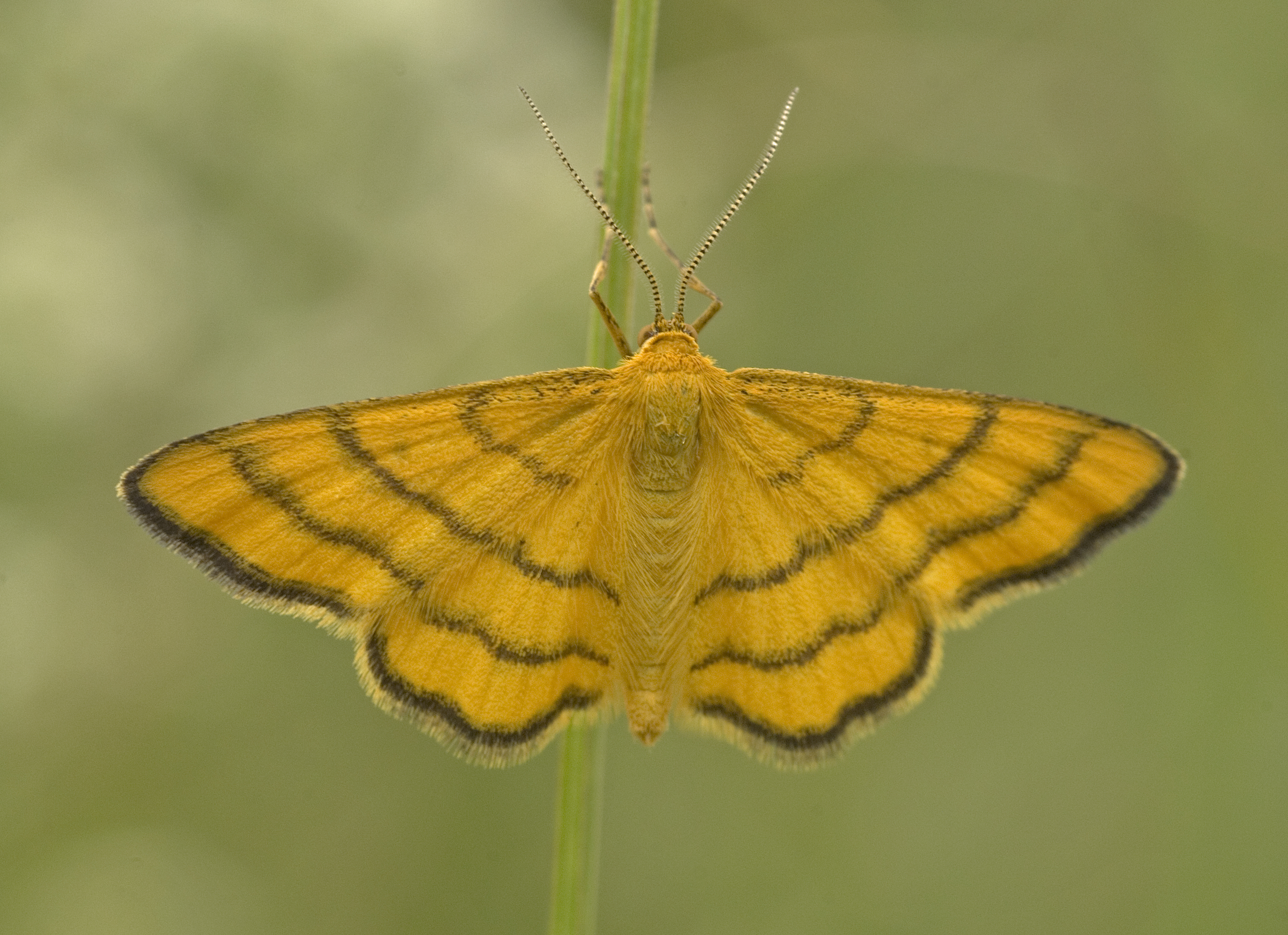
Idaea aureolaria
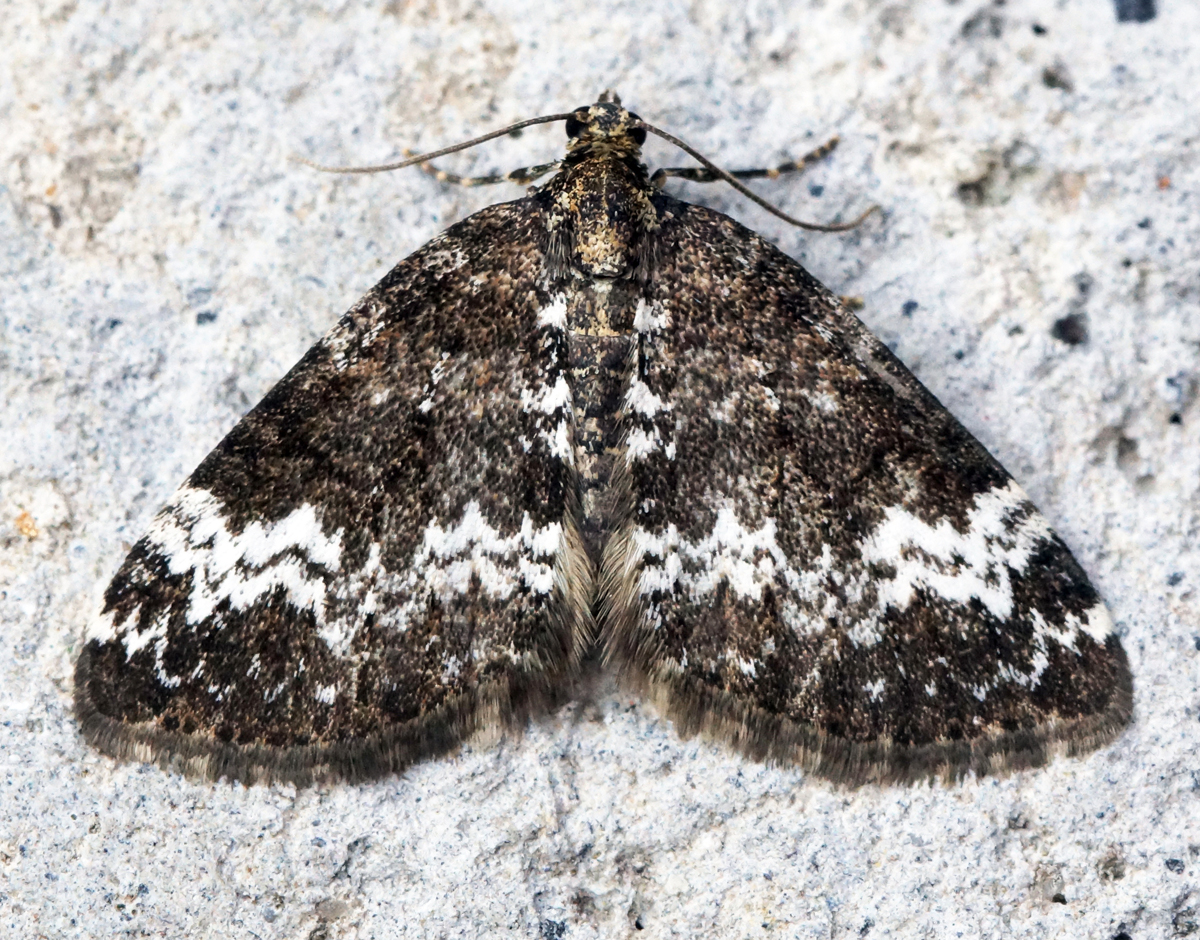
Perizoma alchemillata

### Liste des genres
Selon Catalogue of Life (7 septembre 2017) :